# Stefanics János
Stefanics János (Nyágova, 1914. szeptember 11. – Budapest, 1982. november 19.) sebész, egyetemi tanár, az orvostudományok kandidátusa (1963).
Az általános sebészet, az ortopédia és traumatológia, valamint az agysebészet területén dolgozott. A Magyar Sebész Társaság vezetőségi tagja volt.

## Életpályája
1932-ben kezdte meg orvosi tanulmányait a debreceni Tisza István Tudományegyetemen. 1934-ben átiratkozott a budapesti Pázmány Péter Tudományegyetemre, ahol 1938-ban diplomázott. Munkáját az egyetem Anatómiai Tájbonctani Intézetében kezdte meg díjtalan demonstrátorként. 1935-től katonai szolgálatot teljesített. 1939-ben mint díjtalan gyakornok került az egyetem II. sz. Sebészeti Klinikájára, amelyet akkor Bakay Lajos, majd Ádám Lajos és 1947-től Sebestény Gyula vezetett. 1941-ben műtővizsgát tett. 1941 áprilisától decemberig, majd 1942 júliusától a háború végéig a keleti fronton, hadműveleti területen teljesített szolgálatot.
1945 szeptemberétől tanársegédként dolgozott. Sebestény Gyula halála után (1954) megbízottként vezette az I. sz. Sebészeti Klinikát. 1954–1955-ben a III. sz. Sebészeti Klinika megbízott vezetője volt. 1955. július 1-jén adjunktussá nevezték ki. Ezt követően Mosonmagyaróvárra került, ahol a Városi Tanács Kórházának sebész főorvosaként dolgozott 1957–1958-ban. 1958-tól a II. sz. Sebészeti Klinika docense, 1959–1961 között megbízott vezetője volt. 1961-től mint megbízott tanszékvezető, 1964-től mint tanszékvezető egyetemi tanár a II. sz. Sebészeti Klinika igazgatója volt. 1967–1970 között a Semmelweis Egyetem Általános Orvosi Karának dékánhelyettese, 1970–1973 között dékánja volt. 1974 és 1982 között a II. sz. Sebészeti Klinika vezetője volt. 1975–1979 között a Magyar Sebész Társaság elnöke volt.
Alapvető klinikai tanulmányokat közölt a fekélybetegség, valamint a tápcsatorna különböző betegségeinek sebészetéről. Tudományos munkásságát közel 100 közlemény és ugyanennyi előadás jelzi. Több magyar és külföldi orvosi társaság tagja volt.
Sírja az Óbudai temetőben található (5/0/1/90-91).

## Művei
- Experimental angiographic studies after damaging the veins or arteries of the inferior extremity (másokkal, Budapest 1956)
- A ductus cysticus csonk megbetegedéséből eredő panaszok cholecystektomia után (Görgő Pállal és Papp Sándorral, Budapest, 1958)
- Idős korban végzett epeműtétek (Vida Ödönnel, Budapest, 1959)
- A gyomor- és nyombélfekély műtéte utáni késői panaszok kóroktana és sebészi elemzése (Klimkó Dezsővel és Egri Györggyel, Budapest, 1961)
- A Mondor-betegség (másokkal, Budapest, 1961)
- A vékony-, vastag- és végbél nem daganatos sebészi betegségei (Budapest, 1962)
- Részletes sebészet 1. (szerkesztő, Budapest, 1969)
- Részletes sebészet és traumatológia 2. (szerkesztő, Budapest, 1970)
- Adatok az epeműtéteket követő panaszok kóroktanához és sebészi kezeléséhez. Kandidátusi értekezés (Budapest, 1962)
- Sebészet (Budapest, 1977. 2. átdolgozott kiadás: 1984. Kocsis Lászlóval, Budapest, 1982)

## Díjai, elismerései
- Érdemes Orvos (1955)
- Kiváló Orvos (1960)
- Felsőoktatásügy Kiváló Dolgozója (1968)
- Balassa János-emlékérem (1972)
- Soltész Lajos-emlékérem (posztumusz, 1985)